# Dolenja vas, Prebold
Dolenja vas este o localitate din comuna Prebold, Slovenia, cu o populație de 498 de locuitori.